# Macrothemis capitata
Macrothemis capitata – gatunek ważki z rodziny ważkowatych (Libellulidae). Występuje na terenie Ameryki Południowej.